# Boeing 777X
Boeing 777X é a série mais recente da família wide-body Boeing 777. O 777X apresenta novas asas dobráveis feitas de material compósito, maior capacidade e tecnologias avançadas do irmão Boeing 787, além do motor GE9X. O 777X foi apresentado pela primeira vez em novembro de 2013, com duas variantes: a -8 e -9. O 777-8 suporta até 384 passageiros e possui um alcance de 16,1 mil quilômetros, enquanto o 777-9 suporta 425 passageiros e tem alcance de 13,4 mil quilômetros.
O programa 777X foi proposto no início da década de 2010, na Fábrica da Boeing de Everett, com as asas construídas em uma nova estrutura adjacente. Em maio de 2023, havia 353 encomendas para as versões de passageiros e de carga. O primeiro voo do 777-9 ocorreu em 25 de janeiro de 2020, com pedidos atrasados diversas vezes e com previsão para serem entregues em 2026.

## Desenvolvimento

### Projeto inicial
Em 2011, a Boeing respondeu ao lançamento do Airbus A350 XWB com três modelos, designados 777X. O modelo 777-9X, com capacidade para até 407 passageiros, seria alongado em quatro seções em relação ao 777-300ER, atingindo 76,48 metros de comprimento e um peso máximo de decolagem (MTOW) de 344 toneladas. Ele seria equipado com motores de 99,5 mil libras de empuxo, visando uma redução de 21% no consumo de combustível por assento e uma melhoria de 16% nos custos operacionais das companhias aéreas.
Uma nova asa feita de polímero de fibra de carbono reforçado (CFRP) com envergadura de 65 metros com winglets, ou até 71 metros com as pontas das asas inclinadas, proporcionando uma área de asa 10% maior em relação aos antecessores. A aeronave se enquadraria no código F da ICAO, assim como o Boeing 747-8 e o Airbus A380, mas, com os winglets dobrados, permaneceria dentro do código E, como os atuais Boeing 777.

### Escolha do motor
Em março de 2013, a Boeing escolheu o GE9X, da General Eletric, para ser utilizado no modelo. Com uma ventoinha de 132 polegadas, é a maior já produzida pela GE. Ao decorrer de 2013, o empuxo foi aumentado para 102 mil libras e o MTOW para 775 mil libras, além da carga e alcance também melhorados.

### Lançamento
Em 2012, com o Boeing 737 MAX em desenvolvimento e o inevitável lançamento do Boeing 787-10, a empresa de Seattle decidiu retardar o desenvolvimento do 777X, para reduzir os riscos, mas a introdução ainda estava prevista para o ano de 2019. Em 1.º de maio de 2013, o conselho de diretores da Boeing aprovou a venda da variante -8LX, com capacidade de 353 passageiros, para substituir o 777-300ER a partir de 2021, após a introdução do modelo maior, o -9X, com capacidade para 406 passageiros.
O trabalho de design foi realizado em Charleston, Huntsville, Long Beach, Filadélfia e St. Louis, nos Estados Unidos, além de Moscou, na Rússia. O custo de desenvolvimento pode ter ultrapassado os 5 bilhões de dólares, com pelo menos 2 bilhões de dólares destinados somente à asa de compósito de carbono.
Em 18 de setembro de 2013, a Lufthansa se tornou a cliente lançadora do modelo, ao encomendar 34 777-9, junto de 25 Airbus A350-900, para substituir seus 22 Boeing 747-400 e 48 Airbus A340-300/600. No Dubai Airshow de 2013, foram lançados o -8X, com capacidade de 350 passageiros e um alcance de 17,2 mil quilômetros, e o -9X, com 400 passageiros e 15,2 mil quilômetros de alcance. Foram registrados 259 pedidos e compromissos, totalizando o valor de US$ 95 bilhões em valores da época. Este foi o maior lançamento de uma aeronave comercial em termos de valores em dólares, com a Emirates encomendando 150 aeronaves, a Qatar Airways com 50 unidades e a Etihad Airways com mais 25, além do compromisso da Lufthansa de adquirir 34 aeronaves. A Boeing removeu o sufixo "X" das variantes, mas manteve o nome do programa 777X no Dubai Airshow de 2015.
Em junho de 2017, a Lufthansa considerou adiar as entregas do 777X e limitou os pedidos do modelo -9 para 20 unidades, optando por encomendar mais unidades do Airbus A350. Devido ao grande pedido, a Emirates passou a ser a primeira operadora da aeronave.

## Pedidos
2013
Em dezembro de 2013, a Cathay Pacific fez um pedido de 21 Boeing 777-9 com entregas previstas entre 2021 e 2024.
2014
A Emirates fez um pedido no total de 150 777X, sendo 115 Boeing 777-9s e 35 777-8s em julho de 2014. Em 16 de julho a Qatar Airways pediu 50 777-9. Em 31 de julho, a All Nippon Airways fez um pedido de 20 Boeing 777-9s.
2016
Em dezembro 2016, a Iran Air fez o pedido de 80 Boeing 777X. Mas os pedidos não foram confirmados.
2017
Em Fevereiro de 2017, a Singapore Airlines fez o pedido de 20 Boeing 777-9 e 19 787-10. Esse pedido foi confirmado apenas em junho de 2017.
| Data         | Companhia                  | -8 | -9  | Total |
| ------------ | -------------------------- | -- | --- | ----- |
| Nov 17, 2013 | Lufthansa                  |    | 20  | 20    |
| Nov 17, 2013 | Etihad Airways             | 8  | 17  | 25    |
| Dec 20, 2013 | Cathay Pacific             |    | 21  | 21    |
| Jul 8, 2014  | Emirates                   | 35 | 115 | 150   |
| Jul 16, 2014 | Qatar Airways              | 10 | 50  | 60    |
| Jul 31, 2014 | All Nippon Airways         |    | 20  | 20    |
| Jun 4, 2015  | Clientes Não Identificados |    | 10  | 10    |
| Jun 23, 2017 | Singapore Airlines         |    | 20  | 20    |
| Total        | Total                      | 53 | 273 | 326   |